# Stefan Nemanja
Stefan Nemanja (Oudkerkslavisch: Стѣфань; Servisch: Стефан Немања, ˈstɛfaːn 'nɛmaɲa) (1113 – 13 februari 1199) was de zoon van Zavida en de broer van Tihomir en heerste van 1167 tot 1196 als Servisch grootžupan over Raška en de Kustlanden, bestaande uit het huidige Zuid-Dalmatië, Montenegro, Herzegovina en Noord-Albanië. Hij was getrouwd met Anna van Bosnië.
Nemanja is de stamvader en grondlegger van de Nemanjićdynastie, die naar hem vernoemd is. Hij bewerkstelligde het gezag over enkele aangrenzende Servische gebieden, die hij vervolgens verenigde. Zijn naam "Stefan", die hij later toevoegde, komt uit het Grieks en betekent 'de gekroonde'. De naam werd later toegevoegd bij zijn opvolgers-heersers uit de Nemanjićdynastie.
Nemanja's macht begon te groeien rond 1166, toen hij in opstand kwam tegen zijn oudere broer Tihomir. Nemanja versloeg zijn broer in 1170 in de slag bij Pantina, maar werd in 1172 gevangengenomen door keizer Manuel I van Byzantium. Hij werd vrijgelaten na het zweren van trouw tegenover het Byzantijnse Rijk.
Nemanja onderhield later goede relaties met de Byzantijnse keizer Manuel I. Deze waren echter niet van lange duur: in 1180 overleed Manuel, en Nemanja maakte gebruik van de interne machtsstrijd in Constantinopel om zijn rijk, ten koste van Byzantium, in alle richtingen uit te breiden.
In het jaar 1186 ondertekende hij een handelsovereenkomst met Ragusa, het huidige Dubrovnik, dat toen een belangrijke handelsstadstaat was.
Hij wees zijn oudste zoon Vukan aan als heerser over Zeta en Duklja, gebieden die overeenkomen met het huidige Montenegro. In 1196 deed Stefan Nemenja afstand van de macht, die hij overdroeg op zijn zoon Stefan Nemanjić, en voegde zich onder de naam Simeon bij zijn jongste zoon Rastko (= Sava van Servië) op de berg Athos. Het feit dat hij de macht niet overdroeg op zijn oudste zoon Vukan, leidde tot een burgeroorlog in 1202, waarbij Vukan gesteund werd door Hongarije, en Stefan Nemanjić door de Republiek Venetië.
Stefan Nemanja betekende veel voor de orthodoxe Kerk. Hij liet het Studenicaklooster bouwen in Kraljevo met de bedoeling er begraven te worden. Samen met zijn zoon Rastko bouwde hij het klooster Hilandar op de berg Athos, in het huidige Griekenland.
Hij overleed op 13 februari 1199 in het Hilandarklooster en werd daar ook begraven. Later liet zijn Sava hem alsnog begraven in het Studenicaklooster. Kort na zijn dood werd hij gecanoniseerd.